# Symsagittifera roscoffensis
Symsagittifera roscoffensis — вид двобічно-симетричних тварин типу Ацеломорфи. Колишня назва — Convoluta roscoffensis. Є модельним організмом при вивченні двобічно-симетричних тварин.
Вид був відкритий та описаний вченим Людвігом фон Граффом в 1891 році. Спочатку належав до роду Simsagittifera, але 1991 року вчені Mamkaev та Kostenko перенесли його до роду Symsagittifera.

## Опис
Symsagittifera roscoffensis — це маленький, до 15 мм, черв. Має зеленуватий колір завдяки симбіотичній водорості Tetraselmis convolutae, клітини якої знаходяться в його порожнині. На Нормандських островах цих червів називають «м'ятно-соусні черви».
В дорослій стадії розвитку черв живиться органічними речовинами, які виробляє водорість, хоча рот і присутній (позаду статоцисти). Взамін черв дає цій водорості притулок та деякі поживні речовини.
Черв мешкає у мілководді на піщаних пляжах уздовж атлантичного узбережжя від Уельсу до Португалії.